# Diagnoza morderstwo
Diagnoza morderstwo (ang. Diagnosis Murder) – serial telewizyjny opowiadający o lekarzu zajmującym się rozwiązywaniem zagadek tajemniczych zbrodni. Spin-off serialu Gliniarz i prokurator.

## Obsada
- Dick Van Dyke – dr Mark Sloan (1993-2001: 178 odcinków)[1]
- Victoria Rowell – dr Amanda Bentley (1993-2001: 178 odcinków)
- Barry Van Dyke – detektyw Steve Sloan (1993-2001: 178 odcinków)
- Charlie Schlatter – dr Jesse Travis (1995-2001: 137 odcinków)
- John J. Dalesandro – Terry Schaeffer (1999: 1 odcinek)
- Ken Kercheval – Frank Stevens (1993-2000: 4 odcinki)
- Michael Tucci – Norman Briggs (1993-1997: 85 odcinków)
- Lindsey Haun – mała dziewczynka (1994: 1 odcinek)
- Scott Baio – dr Jack Stewart (1993-1995: 41 odcinków)
- Stephen Caffrey – dr Jack Parker (1993-1994)
- Amy Steel – Jenny Morley (1994: 1 odcinek)
- Sandra Ferguson – policjantka

W poszczególnych odcinkach wystąpili m.in.: Ian Ogilvy, Richard Gant, Charles Napier, Susan Blakely, Robert Vaughn, Sally Kellerman, Pernell Roberts, Angie Dickinson, Barbara Bain, Victoria Tennant, Elliott Gould, Joe Penny, Kathleen Quinlan, Cloris Leachman, Piper Laurie, Lesley-Anne Down, George Hamilton, Robert Culp, Loretta Swit, Ray Wise, Dom DeLuise, Morgan Fairchild, Marina Sirtis, John Billingsley, George Takei, William Christopher, Dan Lauria, Sylvia Sidney, Wayne Rogers, Elizabeth Berkley, Andreas Katsulas, Jeri Ryan, Pat Morita, Betty White, Donny Osmond, Marie Osmond, George Lazenby, Guy Siner, Jane Seymour oraz znani łyżwiarze figurowi Peggy Fleming, Tai Babilonia i Randy Gardner.